# Stadionul Zimbru

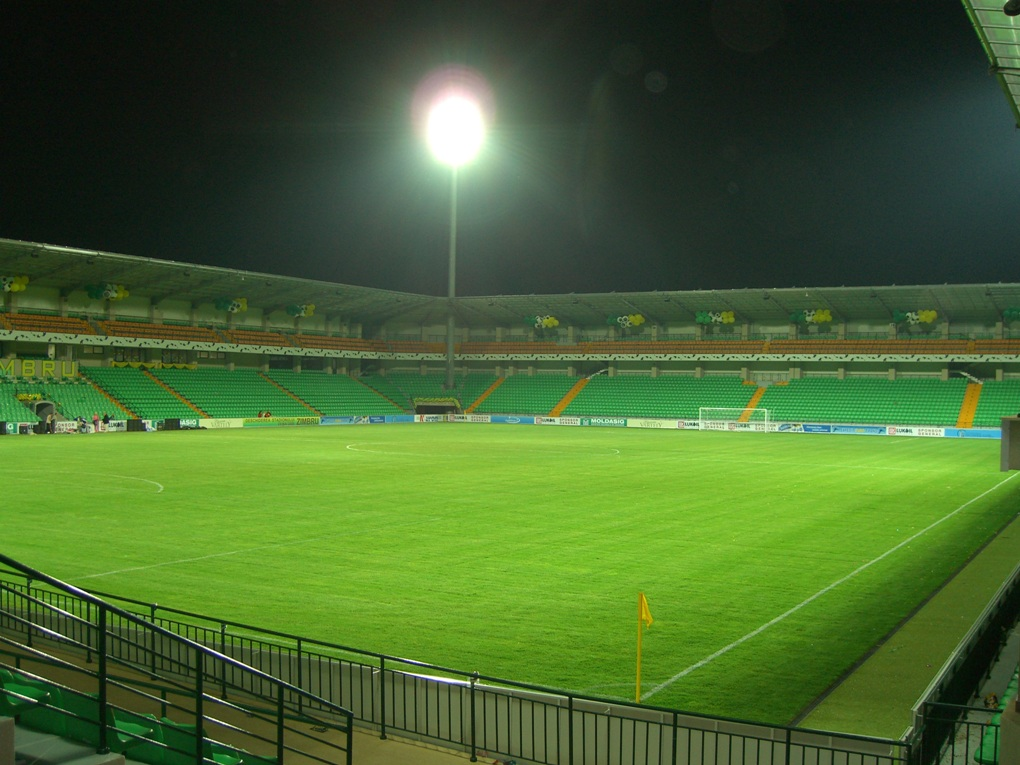
Zimbru-stadion

Stadionul Zimbru (Zimbru-stadion) är en fotbollsarena i Chișinău i Moldavien. Arenan rymmer 10 500 åskådare, samtliga sittande.
Arenan stod klar till 2006. Den ersatte då Stadionul Naţional (Nationalstadion) som hemmaplan både för FC Zimbru Chișinău och Moldaviens herrlandslag i fotboll.

## Källhänvisningar
1. ↑  "Fledgling Moldovan game flourishing". uefa.org. Läst 7 mars 2015. (engelska)
2. ↑  "Moldova team profile". uefa.com. Läst 7 mars 2015. (engelska)